# Barrayar (novela)
Barrayar es una novela de ciencia ficción del género ópera espacial escrita por la autora Lois McMaster Bujold dentro de la serie de Miles Vorkosigan. Tiene lugar poco tiempo después de los hechos ocurridos en Fragmentos de honor.
La novela fue galardonada con el Premio Hugo, y estuvo nominada para el Premio Nébula en 1991.

## Argumento
Cordelia y Aral Vorkosigan están esperando su primer hijo cuando el Emperador Ezar Vorbarra fallece, y Aral comienza su mandato como regente del príncipe Gregor. El nuevo cargo trae consigo más atenciones de las que Aral habría querido, y su tranquila vida de recién casado se ve inmediatamente afectada por la necesidad de establecer medidas de seguridad. No pasa mucho hasta que el Regente sufre el primer intento de asesinato mientras viaja en su coche, del que afortunadamente sale ileso. 
Además, Aral se ve obligado a aplicar la pena por duelo al hijo del Conde Evon Vorhalas, amigo suyo, cuando de forma accidental mata a otro joven con el que había discutido. Tras la ejecución pública del muchacho, Evon Vorhalas dirige un intento de asesinato del Regente con gas soltoxina, por el que también su esposa se ve afectada. El antídoto que se les suministra tiene efectos teratogénicos sobre el feto, y el médico de Cordelia la avisa de la necesidad de interrumpir el embarazo. Sin embargo, otro médico, el Capitán Vaagen, le habla de un método experimental a base de calcio usado años atrás. El efecto en las madres era muy perjudicial, pero con la presencia de los replicadores uterinos enviados por Escobar después de la guerra, podría intentarse in vitro. El pequeño Piotr Miles es transferido con éxito, aunque los resultados a la larga aún están por ver. Sin embargo, el padre de Aral, el General Piotr Vorkosigan, se opone a que el heredero del Condado Vorkosigan sea un deforme, y trata de sobornar al personal médico para que acabe con la vida del bebé. Como consecuencia, Aral revoca los permisos de acceso total de los que Pitr goza desde tiempos de Ezar. 
Cuando por segunda vez regresa a donde está Miles y se le niega la entrada, regresa a la Residencia Vorkosigan hecho una furia. Tras la discusión, le retira a Miles su nombre, y Cordelia decide llamarlo Miles Naismith por su padre. Así mismo, el Conde los expulsa de la casa, y Aral decide mudarse a la Residencia Imperial. En ese momento aparece una nave de SegImp con el capitán Negri y el príncipe Gregor a bordo. El pequeño ha sido rescatado de un golpe de Estado en la capital por parte de Vordarian, que tiene prisionera entre otros, a la Princesa Kareen, madre de Gregor. Mientras Aral se dirige a la capital del Distrito, Cordelia parte con el Conde Piotr, Bothari y Gregor a esconderse en las montañas.
Más tarde Cordelia se reúne de nuevo con Aral, y descubre que su hijo Miles, en su replicador, ha sido tomado como rehén por Vordarian. Si no recibe atenciones en dos semanas, morirá, pero Aral no puede permitirse organizar el rescate. Cordelia convence a  Drou y Bothari para que la acompañen a rescatar a Miles y la princesa Kareen. Kou les descubre y se lo llevan con ellos. Por el camino se encuentran con Padma y Alys Vorpatril y logran rescatar a la mujer, pero Lord Vorpatril muere en la refriega. Alys se encuentra de parto, y se ven obligados a detenerse hasta que el niño nazca. 
Una vez en palacio, Cordelia y sus hombres son capturados y llevados a presencia de Vordarian. Logran dominar la situación, aunque Kareen resulta muerta. Cordelia ordena a Bothari decapitar al Pretendiente, y se lleva la cabeza. De regreso a casa, en mitad de la reunión de Aral con algunos de los partidarios de Vordarian para discutir su rendición, abre la bolsa y hace rodar la cabeza sobre la mesa. El golpe acaba al verse sin su cabeza, y la paz retorna a Barrayar. El ahora huérfano príncipe Gregor pasa ahora a la custodia de Aral y su esposa betana, lo que tendrá gran influencia en el futuro gobernante.
Miles nace vivo, pero con unos huesos extremadamente frágiles que se rompen con cualquier golpe. Su crecimiento tampoco es el normal. Esto tendrá particulares consecuencias en la sociedad barrayaresa, en la que los defectos de nacimiento fueron causa de infanticidio años atrás, durante la Era del Aislamiento, antes de que Barrayar fuera redescubierto por el resto del Nexo. Los llamados mutantes aun son muy mal vistos, y Miles, aunque es genéticamente normal, pasará duros momentos a lo largo de su vida por ser considerado uno de ellos.

## Cronología
Las fechas de publicación de los distintos relatos de la saga de Miles Vorkosigan no se corresponden con el orden cronológico interno de la trama. Dentro de la serie, este relato se encuentra:
| Precedido por:      | Serie:                    | Seguido por:            |
| ------------------- | ------------------------- | ----------------------- |
| Fragmentos de honor | Serie de Miles Vorkosigan | El aprendiz de guerrero |

## Ediciones en castellano
- Barrayar (premio Hugo 1992) — (1994) trad: Márgara Auerbach. 368 p. Ediciones B, colección Nova ciencia ficción 60. ISBN 978-84-406-4019-2
- Barrayar — (1999) trad: Márgara Auerbach. 432 p. Ediciones B, colección VIB 284. ISBN 978-84-406-9081-4 (agotado)(*)
- Barrayar — (2007) trad: Márgara Auerbach. 448 p. Ediciones B, colección Byblos 379. ISBN 978-84-666-3237-9
- Las aventuras de Miles Vorkosigan. Barrayar — (2008) trad: Márgara Auerbach. 400 p. Zeta Bolsillo, colección Best-Seller 379. ISBN 978-84-9872-047-1

(*) Según la Base de datos de libros editados en España